# Synagoga Chewra Ner Tamid w Krakowie
Synagoga Chewra Ner Tamid w Krakowie (z hebr. Bractwa Wiecznego Światła) – synagoga znajdująca się na Kazimierzu w Krakowie, przy ulicy Józefa 36.
Synagoga została założona najprawdopodobniej około 1890 roku na parterze budynku wchodzącego dawniej w skład synagogi Wysokiej. Podczas II wojny światowej hitlerowcy zdewastowali synagogę. Obecnie w pomieszczeniu synagogi znajdują się biura Festiwalu Kultury Żydowskiej. 
Do dziś nie zachowało się nic z pierwotnego wyposażenia synagogi, co mogłyby wskazywać na jej pierwotny charakter. 